# اسکن‌های ریوی در پزشکی هسته‌ای

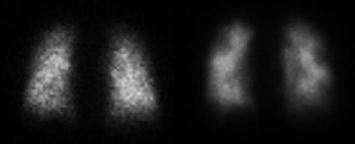
تصاویری از اسکن ریوی پرفیوژنی (راست) و اسکن ریوی تهویه‌ای (چپ)

در پزشکی هسته‌ای عمدتاً دو نوع آزمایش پزشکی برای تشخیص معضلات ریوی وجود دارد. یکی اسکن ریوی تهویه‌ای است و دیگری اسکن ریوی پرفیوژنی نام دارد. گاهی به این آزمایش‌ها به‌طور جفتی اسکن وی/کیو (به انگلیسی: V/Q scan) نیز گفته می‌شود.

## اسکن ریوی پرفیوژنی
در این روش (به انگلیسی: pulmonary perfusion scan)، رادیوایزوتوپهایی را به فرد تزریق کرده، و پس از اینکه این مواد در سیستم گردش خون ریوی (به انگلیسی: pulmonary circuit) جریان پیدا می‌کند، چون خون در تومورها، بافت‌های ملتهب، و ترومبوز کمتر جریان دارد، از روی کمبود شدت تریسرهای ماده رادیواکتیو در تصویر، متوجه مکان بافت‌های غیر طبیعی در شش‌ها می‌شویم.

## اسکن ریوی تهویه‌ای
در این روش (به انگلیسی: pulmonary ventilation scan)، یک گاز رادیواکتیو توسط فرد تنفس گردیده، و پس از اینکه این مواد در فضای داخل شش‌ها پخش می‌شود، تصویر تریسرهای آن مواد، اطلاعات خوبی راجع به فضاهای داخل شش‌هایی را می‌دهد که با مشکلات برونشی یا عارضه‌های کیسه‌های هوایی شش‌ها مواجه‌اند.
از این روش معمولاً نیز برای ارزیابی کارکرد فعالیت شش‌ها قبل از عمل‌های جراحی نیر بکار برده می‌شود.